# Nelson Vails
Nelson Vails, född den 13 oktober 1960 i New York, USA, är en amerikansk tävlingscyklist som tog OS-silver i cykelsprinten vid olympiska sommarspelen 1984 i Los Angeles.